# Белов, Михаил Иванович
Михаил Иванович Белов (21 ноября 1916, дер. Старое Село, Тверская губерния — 27 июня 1981, Ленинград) — советский историк, исследователь полуострова Ямал и Мангазеи, специалист в области истории географических исследований; доктор исторических наук (1958), профессор (1967). Участник Великой Отечественной войны.
Премия имени С. И. Дежнёва (1959).

## Биография
Михаил Иванович Белов родился 21 ноября 1916 года в деревне Старое Село Осташковского уезда Тверской губернии (ныне Свапущенское сельское поселение, Осташковский район, Тверская область).
В 1930-е годы работал на Морском заводе в Кронштадте.
В 1941 году окончил исторический факультет Ленинградского университета. С началом войны добровольцем ушёл в Народное ополчение, сражался на Ленинградском фронте.
После окончания войны вернулся в ЛГУ, где в 1947 году окончил аспирантуру и в том же году, защитив диссертацию, получил степень кандидата исторических наук.
С 1947 года — в Арктическом и Антарктическом научно-исследовательском институте в Ленинграде (зав. отделом).
Руководил археологической экспедицией в Мангазею. Планомерное археологическое изучение Мангазеи начались в 1968 году и велось на протяжении четырёх полевых сезонов экспедицией Арктического и антарктического научно-исследовательского института под руководством М. И. Белова, в состав которой вошли сотрудники Ленинградского отделения Института археологии АН СССР О. В. Овсянников и В. Ф. Старков. В 1973 году награждён Русским географическим обществом золотой медалью имени Петра Петровича Семёнова-Тян-Шанского.
На основании архивных материалов установил приоритет С. Дежнёва в открытии пролива между Евразией и Америкой и приоритет Ф. Ф. Беллинсгаузена в открытии Антарктиды. Выдвинул свою версию происхождения находок в заливе Симса и на островах Фаддея на Таймыре (посчитал их следами экспедиции Ивана Толстоухова).

## Избранные труды
Автор более 250 научных работ по истории открытия и освоения Северного морского пути.
Книги
- Белов М. И. Семён Дежнёв, 1648—1948: К 300-летию открытия пролива между Азией и Америкой. — М.: Изд-во Главсевморпути, 1948.
- Русские мореходы в Ледовитом и Тихом океанах: Сборник документов о великих русских географических открытиях на Северо-Востоке Азии в XVII веке / Сост. М. И. Белов; Аркт. науч.-исслед. ин-т Гл. упр. Сев. мор. пути при Совете министров СССР. — Л.; М.: Изд-во Главсевморпути, 1952. — 386 с.
- Белов М. И. Семён Дежнёв. — М.: Морской транспорт, 1955.
- История открытия и освоения Северного морского пути. Т. 1-4. — 1956—1969.
- Белов М. И. Северный морской путь: (К 40-летию освоения Советской Арктики). — Л.: Морской транспорт, 1957. — 124 с. — (40 лет Октября). — 4000 экз.
- Белов М. И. Провал операции «Вундерланд». — М.: Морской транспорт, 1962. — 48 с. — 47 000 экз.
- Белов М. И. Путь через Ледовитый океан. — М.: Морской транспорт, 1963. — 240 с. — 6500 экз.
- Первая русская антарктическая экспедиция 1819—1821 и её отчётная навигационная карта / Под ред. д-ра ист. наук М. И. Белова; Аркт. и антаркт. науч.-исслед. ин-т Глав. упр. гидрометеослужбы при Совете министров СССР. — Л.: Морской транспорт, 1963. — 166 с.
- Русские арктические экспедиции: XVII—XX вв. / Под ред. М. И. Белова. — Л.: Гидрометеоиздат, 1964. — 232 с. — 600 экз.
- Белов М. И. Мангазея. — Л.: Гидрометеоиздат, 1969. — 128 с. — 37 000 экз.
  - Белов М. И. Мангазея. — Изд. 2-е, испр. и доп. — 1979.
- Белов М. И. Раскопки «златокипящей» Мангазеи. — Л., 1970.
- Белов М. И. Подвиг Семёна Дежнёва. — М.: Мысль, 1973. — 224 с. — 50 000 экз.
- Белов М. И. По следам полярных экспедиций. — Л.: Гидрометеоиздат, 1977. — 144, [32] с. — 50 000 экз.
- Белов М. И., Овсянников О. В., Старков В. Ф. Мангазея: Мангазейский морской ход. — Л.: Гидрометеоиздат, 1980. — 164 с. — 3350 экз.
- Белов М. И., Овсянников О. В., Старков В. Ф. Мангазея: Материальная культура русских полярных мореходов и землепроходцев XVI - XVII вв. — Л.: Наука, 1981. — 148 с. — 2700 экз.

Статьи
- Белов М. И. Севернорусские жития как источник по истории древнего поморского мореплавания // Тр. / Отдел древнерусской литературы, Институт русской литературы. — М. ; Л., 1958. — Т. 14. — С. 234—240.
- Белов М. И. Оборона порта Диксон в августе 1942 года // Проблемы Арктики и Антарктики. — 1963. — Вып. 13. — С. 85—95.
- Белов М. И. О составлении Генеральной карты Второй Камчатской экспедиции // Геогр. сб. — № 3. — 1964. — С. 131—145.